# Joannes Navigheer
Joannes Navigheer (Ieper, einde 16e - begin 17e eeuw, tot na 1637) was een Zuid-Nederlands rooms-katholiek priester, vooral bekend als predikant.

## Levensloop
Joannes Navigheer behoorde tot een notabele familie met vertegenwoordigers in Ieper, Gent en Eeklo. Binnen de familie Navigheer gingen een paar takken over tot het protestantisme, terwijl Joannes overtuigd katholiek bleef.
Na theologische studies en priesterwijding, werd hij kanunnik van de Sint-Martinuskathedraal in Ieper. Hij werd vooral bekend als kanselredenaar.

## Publicatie
- Orationes panegyricœ in festa B. Virginis Maria, Ieper, Ph. Lobel, 1637, verzameling van kanselreden door Navigheer, gewijd aan de Maagd Maria.